# Friedrich Nämsch
Friedrich Nämsch (* 15. Februar 1909 in Hildesheim; † 12. Oktober 1992 ebenda) war von 1964 bis 1968 und von 1972 bis 1975 ehrenamtlicher Oberbürgermeister von Hildesheim (SPD).

## Leben
Nämsch wuchs im Hochkamp in der Nordstadt auf. Im Jahr 1923 begann er eine Berufsausbildung zum Maschinenschlosser bei Senking. In den Jahren 1931 bis 1933 war er aufgrund der Weltwirtschaftskrise arbeitslos. 1933 wurde er zum Reichsarbeitsdienst eingezogen. Danach war er in einer Chemiefabrik in Holzminden beschäftigt, kehrt aber bereits 1934 zu Senking zurück. Im Jahr 1942 wurde er zur Wehrmacht eingezogen, wurde im Zweiten Weltkrieg verwundet und geriet in Kriegsgefangenschaft. Nach seiner Heimkehr im Jahr 1945 arbeitete er wieder bei Senking und stieg dort bis zum Abteilungsleiter auf.
Bald nach seinem im Jahr 1946 vollzogenen Eintritt in die SPD wurde er deren Vorsitzender in Hildesheim. Außerdem wurde er 1946 von der Britischen Militärregierung in den Bezirkslandtag berufen, wo er zahlreichen Ausschüssen angehörte.
Vom 13. Oktober 1946 bis zum 31. Oktober 1981 gehörte Nämsch ununterbrochen dem Rat der Stadt Hildesheim an. Ferner war er in den Jahren 1946 bis 1981 Mitglied des Verwaltungsrats der Stadtsparkasse Hildesheim und des Aufsichtsrats der Stadtwerke Hildesheim.

## Ehrungen
- Ehrenring der Stadt Hildesheim für seine langjährige Tätigkeit im Rat, 1965
- Bundesverdienstkreuz 1. Klasse für seine kommunalpolitischen Verdienste, 1973
- Ehrenbürger der Stadt Hildesheim, 1981
- Benennung des früheren Glashüttengeländes zwischen Steuerwalder Straße und Hochkamp als Friedrich-Nämsch-Park, 1993